# Sherpa - Mennesker I Himalaya
|  | Denne artikel er oprettet af botten PalnaBot ud fra en ekstern database. Den kan derfor have sproglige fejl eller mangler. Denne skabelon kan fjernes efter kontrol af indholdet. |

Sherpa - Mennesker I Himalaya er en dokumentarfilm instrueret af Leif Skjoldbo efter manuskript af Leif Skjoldbo.

## Handling
I Nepal på grænsen til Tibet bor Sherpa-folket, på bjergsider nær Mount Everest i det barskeste klima. Den barske natur fjernt fra frodige dale, har ikke virket indbydende på Nepals herremænd, så befolkningen har undgået slaveri og livegenskab. De ekstremt hårde livsvilkår har et folkeslag tilpasset naturforholdene og Sherpaerne er blandt de stærkeste og mest udholdende i verden.